# Виктор (Онисимов)
Епископ Виктор (в миру Василий Анисимович Онисимов; ?, Новгород — 29 марта 1817, Новгород) — епископ Русской православной церкви, епископ Владимирский и Суздальский.

## Биография
Родился в Новгороде. Сын священника Новгородской Петропавловской церкви, что в Панской улице, Онисима Афанасьева.
Поступил в Новгородскую семинарию в 1741 году и по окончании курса учения пострижен в монашество 11 апреля 1758 года; потом был учителем низших классов семинарии.
Будучи учителем поэзии, он определён был экзаменатором при викарии Новгородском и вскоре отправлен в Испанию, при миссии.
По возвращении 20 сентября 1766 года возведён в сан архимандрита Николо-Вяжищского монастыря и первый из архимандритов отправлял чреду священнослужения и проповеди слова Божия в Санкт-Петербурге.
В 1770 году переведён из Вяжицкого в Валдайский Иверский монастырь.
8 мая 1775 года назначен архимандритом Новгородского Юрьевского монастыря.
3 июля 1782 года в санкт-петербургском Казанском соборе хиротонисан во епископа Олонецкого и Каргопольского, викария Новгородской епархии.
С 22 сентября 1783 года — епископ Владимирский и Муромский.
В 1787 году совершил диаконскую хиротонию Серафима Саровского.
Состоял в переписке со многими известными иерархами своего времени: митрополитом Новгородским Гавриилом, митрополитом Московским Платоном, святителем Тихоном Задонским.
С 6 мая 1788 года — епископ Суздальский и Владимирский с местопребыванием в городе Суздале.
С 16 октября 1799 года — епископ Владимирский и Суздальский.
5 апреля 1797 года пожалован орденом Святой Анны I степени.
Из жизни епископа Виктора современники передают следующий случай. Император Павел I, приехав во Владимир, отправился в Успенский собор, в котором покоились мощи благоверного князя Глеба, сына благоверного великого князя Андрея Боголюбского. Император был поражён полной сохранностью мощей. После осмотра собора Павел I обратился к епископу Виктору, сопровождавшему его: «Здравствуй, архиепископ», показывая этим, что преосвященный возведён в сан архиепископа. В этот момент владыка Виктор обратился к императору с просьбой разрешить ему переселиться назад в Суздаль. Император Павел рассердился и при прощании резко сказал владыке: «Прощай, епископ», что означало лишение награды, и он остался в прежнем сане епископа. В документах об этом сказано, что преосвященный Виктор архиепископом был всего лишь пять минут.
На епископа Виктора поступали жалобы за жестокое и несправедливое обращение с подчинённым духовенством. На основании этих жалоб 24 февраля 1800 года он был уволен от управления епархией со всей консисторией «на смирение» с пребыванием в Новгородском Юрьевом монастыре с пенсиею по 1000 рублей в год. По другой версии, опала была связана с конфликтом с царским любимцем владимирским губернатором тайным советником Павлом Руничем.
Затем переведен в Хутынский монастырь. Лишившись епархии, епископ Виктор, тем не менее, пользовался уважением собратьев-архиереев, которые сочувствовали пострадавшему коллеге. Митрополит Санкт-Петербургский и Новгородский Гавриил, в пределах духовного округа которого пребывал на покое епископ Виктор, дозволял участвовать в архиерейских службах.
Скончался 29 марта 1817 года в Юрьевом монастыре. Погребён в паперти соборной Георгиевской церкви.